# ALSEP

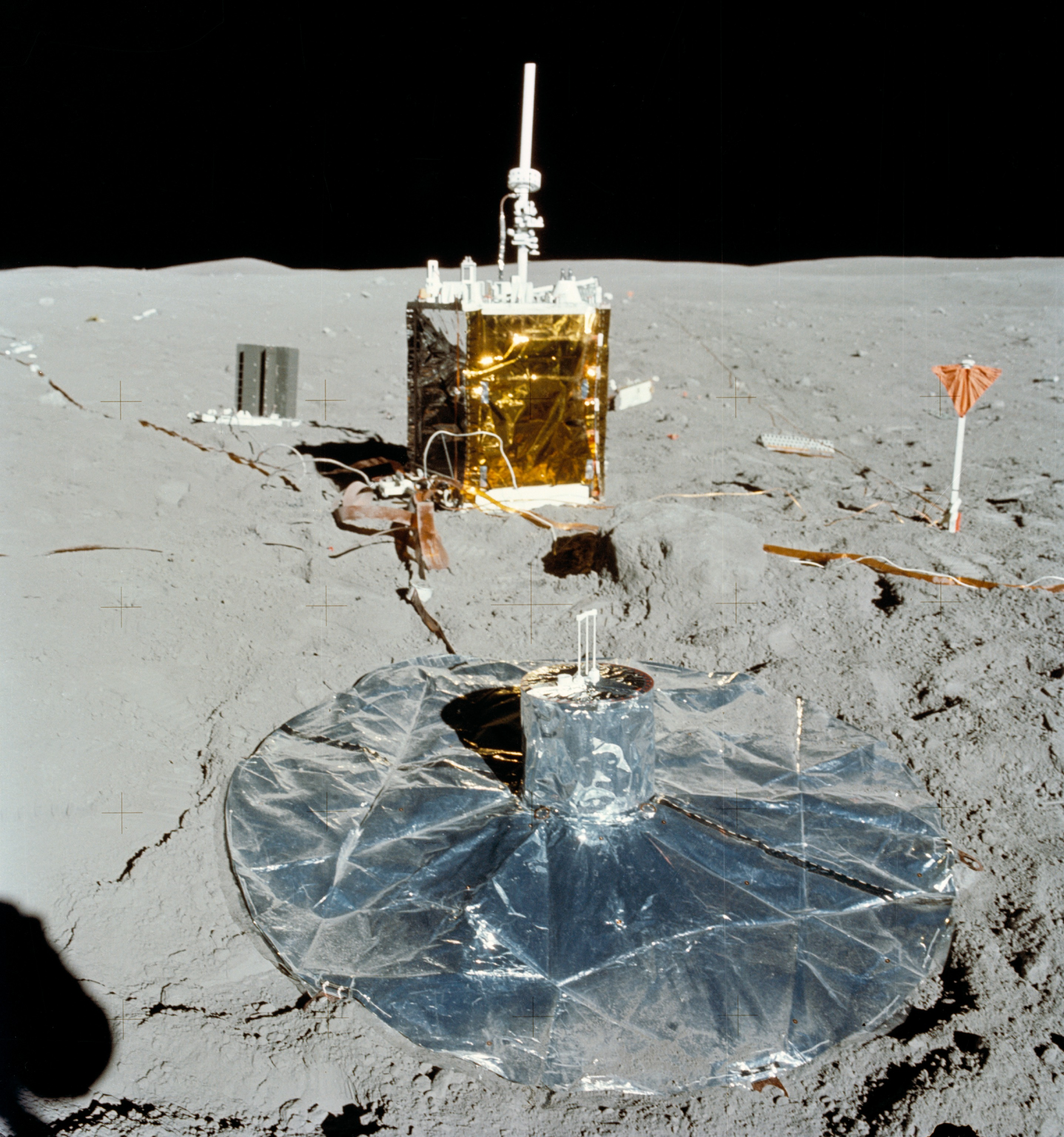
Часть инструментов ALSEP, оставленных в ходе полёта «Аполлона-16»

ALSEP (англ. The Apollo Lunar Surface Experiments Package) — комплект научных инструментов для исследования лунной поверхности по программе «Аполлон». ALSEP представлял собой набор научных приборов, которые астронавты размещали на месте посадки каждой из лунных экспедиций (за исключением самой первой экспедиции «Аполлона-11)». В экспедиции «Аполлон-11» на Луне был оставлен сокращенный, по сравнению с ALSEP, комплект аппаратуры, названный EASEP (англ. Early Apollo Scientific Experiments Package, предварительный комплект научных инструментов «Аполлона»).
Электропитание комплекта обеспечивал  радиоизотопный термоэлектрический генератор SNAP-27 (англ. Systems for Nuclear Auxiliary Power), тепловая и электрическая мощность которого составляли 1480 Вт и 63,5 Вт соответственно. Генератор содержал 3,735 кг диоксида Плутония-238 с периодом полураспада около 88 лет.
Селенографические координаты мест посадки миссий «Аполлон-12, −14, −15, −16 и 17» были подтверждены советскими радиоастрономами в 1977 году при наблюдении с помощью радиотелескопа РАТАН-600 работы передатчиков комплектов аппаратуры ALSEP, установленных на Луне.